# Anna Casarramona
Anna Casarramona, née le 5 juillet 1994  en espagne, est une joueuse internationale espagnole de rink hockey. 

## Palmarès
En 2016, elle participe au championnat du monde.